# Білоруська газета
БелГазета — російськамовна газета, що публікується щотижня в Білорусі з тиражем більше 20 тис. примірників. До вересня 2005 — «Білоруська газета» (рос. Белорусская газета). Газета акцентує увагу на новинах в політиці та бізнесі. Штаб-квартира знаходиться в Мінську, видається з вересня 1995 року.
25 серпня 2020 року Білоруський дом друку відмовився друкувати свіжий номер «БелГазети» ніби через поломки верстата. У ці ж терміни і з тієї ж причини не вийшли в світ три номери «Комсомольської правди в Білорусі» і по номеру «Народнай волі» та «Свободных новостей плюс» — всі чотири газети висвітлювали протести в Білорусі.
Станом на січень 2021 року через відмови білоруських друкарень друкувати, а «Белпошти» та «Білсоюздруку» поширювати, «БелГазета» як і раніше не друкується.